# Jambu (Kayen Kidul)
Jambu is een bestuurslaag in het regentschap Kediri van de provincie Oost-Java, Indonesië. Jambu telt 5297 inwoners (volkstelling 2010).